# Walter Schenker
Walter Schenker (* 16. Juli 1943 in Solothurn; † 7. August 2018 in Trier) war ein Schweizer Germanist und Schriftsteller.

## Leben und Wirken

### Leben
Walter Schenker verbrachte seine Jugend in Solothurn. Er studierte in Zürich von 1962 bis 1968 Germanistik. Er promovierte über die Sprache Max Frischs. Von 1968 an war er als wissenschaftlicher Mitarbeiter an der Albert-Ludwigs-Universität in Freiburg i. Br. und an der Universität Zürich tätig. Von 1974 bis 1984 war er Professor (auf Zeit) für Germanistische Linguistik an der Universität Trier. 1975 habilitierte er sich über die Sprache Huldrych Zwinglis. 1983 erhielt Schenker den Preis der Schweizerischen Schillerstiftung, die auch 1991 seinen Roman Manesse als „Buch des Jahres“ auszeichnete. Sein 1982 erschienener Roman Eifel wurde 1988 vom damaligen Südwestfunk als Literaturadaption verfilmt. 1991 begann er eine Ausbildung zum Diakon; 1995 erhielt er die Diakonweihe. 2005 erschien nach 15-jähriger Schreibpause sein Roman Zum roten Stiefel. Schenker war verheiratet, lebte seit 1984 als Schriftsteller in Trier und war ehrenamtlich als Diakon tätig.

### Literarisches Wirken

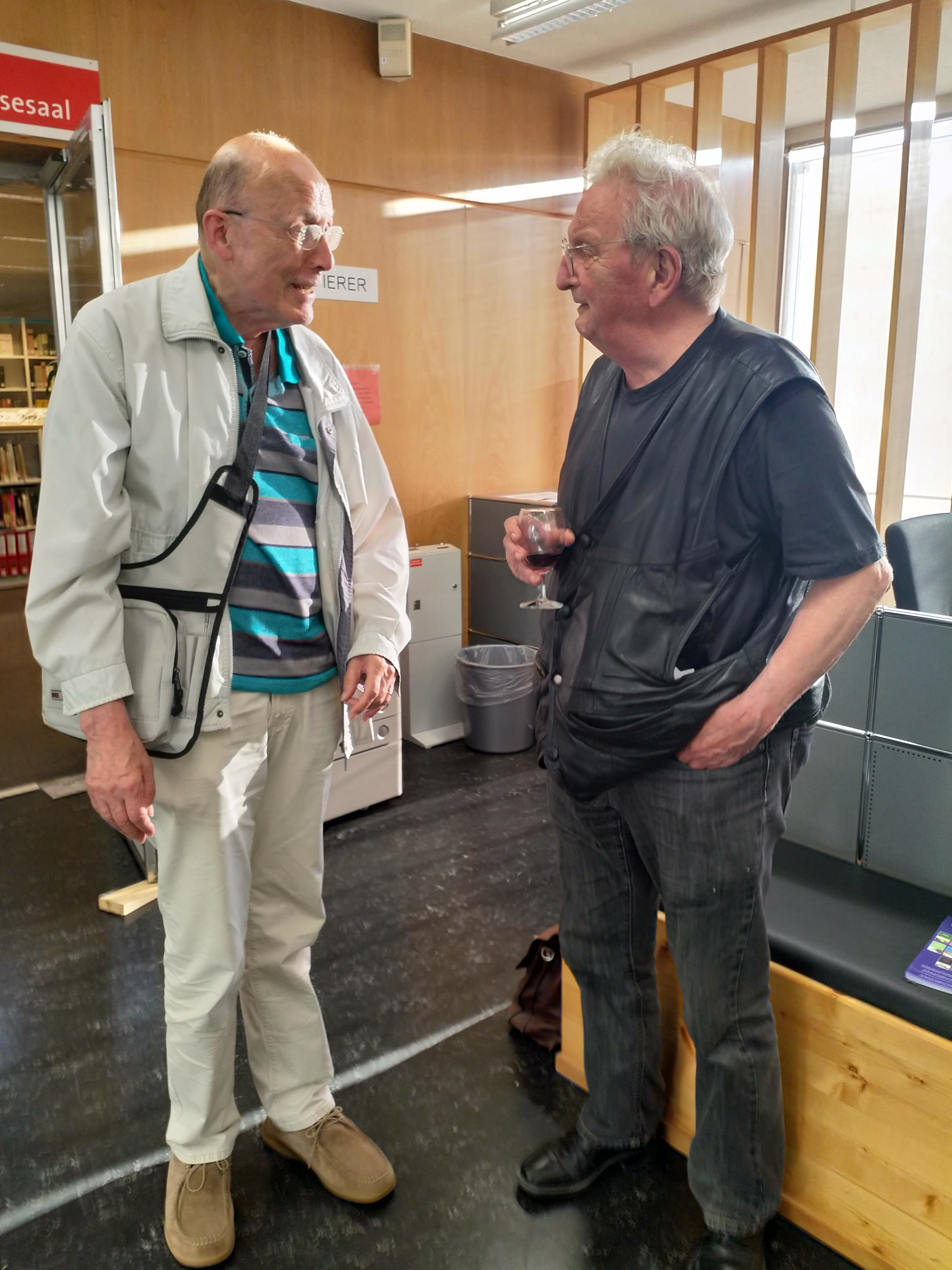
Walter Schenker (links) im Gespräch mit Peter Bichsel nach einer Lesung Schenkers an seinem 75. Geburtstag in der Zentralbibliothek Solothurn, 2018

Ein wichtiges Werk Schenkers ist der preisgekrönte Roman Manesse (1991), dessen Kapitel nach den sieben Todsünden benannt sind. Darin wird die Geschichte der berühmtesten Liederhandschrift des Mittelalters, des Codex Manesse, verwoben mit der ernüchternden Lebensbilanz eines Schweizer Landpfarrers und der Gründung der Alten Eidgenossenschaft im Jahre 1291. Die damalige Umwandlung der alten Ständegesellschaft verbindet der Autor mit Spötteleien über den Zustand der heutigen Schweiz. Der Autor erzählt die Geschichte in einer mit Zeitgeist-Begriffen versetzten Sprache der Gegenwart, was manchmal in einem Kontrast zu den zitierten mittelalterlichen Texten steht. Dass er dabei aber allzu dick auftrage und überaus salopp formuliere, wurde von den Kritikern und von seinem Schriftstellerkollegen Ludwig Harig bemängelt.
Bekannt wurde Schenker auch durch seinen Roman Eifel (1982, Neuauflagen 1998 und 2018). Darin wird das Leben eines arbeitslosen Lehrers, der mit einer Grundschullehrerin verheiratet ist, in monologartigen Aufzeichnungen in Verbindung mit einer Depressionslandschaft, für die „Eifel“ auch als Metapher steht, erzählt. Gemütskrank versenkt er sich in seine Vergangenheit von der früh erfahrenen autoritären Erziehung über die vergessenen Ideale der Studentenrevolte bis in die Gegenwart, was ihn – immer wirklichkeitsferner werdend – schließlich zur Selbstvernichtung (Suizid) treibt. Josef Zierden bescheinigt dem Roman im Kritischen Lexikon zur deutschsprachigen Gegenwartsliteratur, dass viele Kritiker an ihm zu Recht ansprechend gefunden hätten: „Schenkers intime Kenntnis seiner zweiten Heimat in Deutschland; den eindringlichen Nachvollzug des inneren Prozesses mit immer neuen assoziativen ,Sprüngen’ und ,Schleifen’; die Einfühlsamkeit seiner Rollenprosa; die Widerspiegelung der disparaten Wirklichkeitserfahrung in einer souverän gehandhabten Collagetechnik.“
Walter Schenker hat sich in zahlreichen sprachwissenschaftlichen Studien mit der Sprache der Schweiz sowie der Eifel beschäftigt, vor allem wie diese durch eine sich oberflächlich modernisierende Gesellschaft verändert wird. Er veröffentlichte als sein letztes wissenschaftliches Buch eine gemeinsam mit Studierenden erarbeitete und bis heute richtungsweisende Studie über Medienkonsum und Sprachverhalten, nachdem er vorher bereits über die Schweiz mit ihren vielen Sprachen sowie über Dialekt und Literatur publiziert hatte.
Auch Schenkers wenige Jahre nach Eifel veröffentlichter „feministischer“ Roman Gudrun bewegt sich in literarischen Depressionslandschaften und zeichnet das kritisch-realistische Bild einer progressiv engagierten Frau, die an der „Trendwende“ der 1970er Jahre scheitert.

## Veröffentlichungen

### Literarische Werke
- Leider. Solothurner Geschichten. Kandelaber, Bern 1969.
- Professor Gifter. Roman. Rowohlt, Reinbek bei Hamburg 1979, ISBN 3-498-06132-1.
- Das Lager von Solothurn. In: TransAtlantik. 3/1981. München, ISSN 0720-0811.
- Anaxagoras oder der Nord-Süd-Konflikt. Rowohlt, Reinbek bei Hamburg 1981, ISBN 3-498-06147-X.
- Soleil. Eine Geschichte zwischen Tag und Traum. Edition Phi, Echternach 1981, ISBN 3-88865-004-6.
- Eifel. Roman. Ammann, Zürich 1982, ISBN 3-250-10006-4.
  - Ungekürzte, vom Autor durchgesehene Neuausgabe: Klein und Blechinger, Elsdorf 1998, ISBN 3-89711-003-2 (= KBV-Krimi. 37).
- Gudrun. Roman. Ammann. Zürich 1985, ISBN 3-250-10030-7.
- Engelsstaub oder Paris am Gegenpol der Melancholie. Ein Protokoll. Ammann, Zürich 1986, ISBN 3-250-01014-6.
  - Engelsstaub. Ein Protokoll mit Anhang. Der Text wurde für diese Ausgabe durchgesehen. Books on Demand, Norderstedt 2010, ISBN 978-3-8391-5454-0.
- Am andern Ende der Welt. Roman. Ammann, Zürich 1988, ISBN 3-250-10115-X.
- Manesse. Roman. Ammann, Zürich 1991, ISBN 3-250-10150-8.
- Zum roten Stiefel. Roman. Books on Demand, Norderstedt 2005, ISBN 978-3-8334-3107-4.
- Porta Nigra. Roman. Books on Demand, Norderstedt 2008, ISBN 978-3-8334-7343-2.
- Jugendstil und das Buch Bichsel. Books on Demand, Norderstedt 2016, ISBN 978-3-7392-8120-9.
- Visit beautiful Vietnam. Novelle. Books on Demand, Norderstedt 2018, ISBN 978-3-7448-9147-9.

### Wissenschaftliche Werke
- Die Sprache Max Frischs in der Spannung zwischen Mundart und Schriftsprache. de Gruyter, Berlin 1969.
- Die Sprache Huldrych Zwinglis im Kontrast zur Sprache Luthers. de Gruyter, Berlin/New York 1977, ISBN 3-11-006605-X.
- Sprachliche Manieren. Eine sprachsoziologische Erhebung im Raum Trier und Eifel. Lang, Frankfurt/M 1978, ISBN 3-261-02410-0.
- Medienkonsum und Sprachverhalten. Eine Erhebung in Rheinland-Pfalz und im Saarland […]. Peter Lang, Frankfurt/M./Bern 1982 (= Europäische Hochschulschriften, R I/Dt. Sprache und Literatur. Bd. 436). ISBN 3-8204-6227-9.

### Hörspiele
- Leningrad. Südwestfunk, 16. Januar 1981.
- Katerleben. Ein philosophisches Spiel Schweizer Radio DRS, 4. September 1982.
- FKK. Schweizer Radio DRS. September 1985.

### Vertonungen
Daniel N. Seel: anti (1992) Text aus dem Roman Anaxagoras oder der Nord-Süd-Konflikt. ISBN 978-3-7333-0896-4, ISMN: M-2032-1753-4, Verlag Neue Musik Berlin.